# Celsia

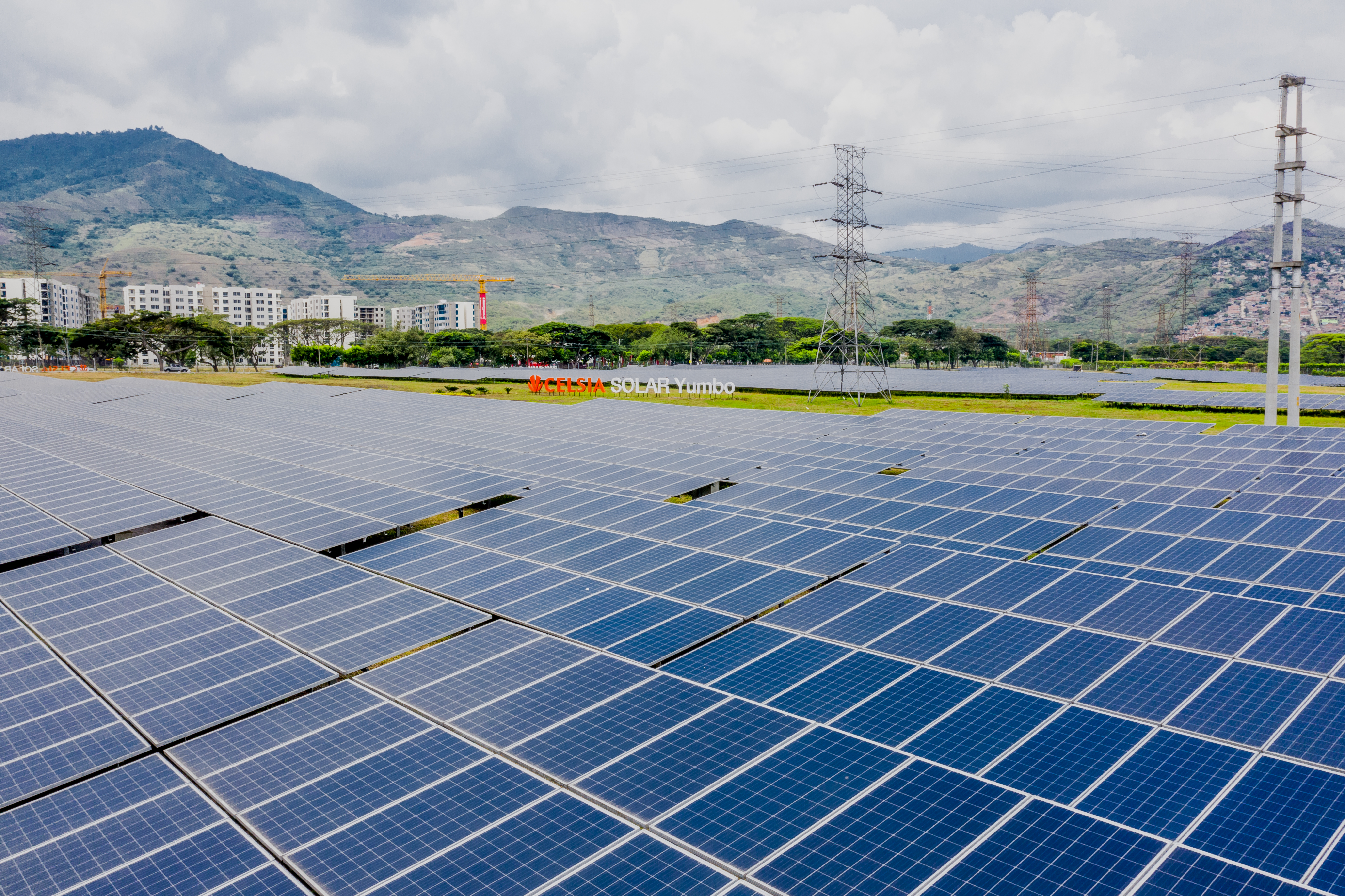
La primera granja solar a gran escala construida por Celsia en el Valle del Cauca

Celsia S.A. Es una empresa colombiana, con presencia multilatina. En Colombia participa en todos los negocios de la cadena de energía eléctrica: generación, transmisión, distribución y comercialización. Posee plantas de generación de energía hidroeléctrica, térmica y solar y suministra electricidad a más de 1,3 millones de clientes en el Valle del Cauca y Tolima, en Colombia.
Es filial del Grupo Argos, holding de infraestructura, su sede administrativa está ubicada en Medellín, Colombia. Es una empresa componente del índice COLCAP. 
En Panamá, Honduras y Costa Rica cuenta con activos de generación, especialmente para el negocio B2B. En Perú, construye un proyecto eólico de 218 MW en el distrito de Caravelí.
En 2023, Celsia se mantiene entre las 10 Empresas más Grandes del Pacífico por la Superintendencia de Sociedades con unos ingresos de $5.77 billones.

## Historia
Para hablar de Celsia hay que hablar de Coltabaco, que fue creada en 1919 y que después dio paso a la creación de Compañía Colombiana de Inversiones, Colinversiones, en 2001. Luego de su creación se dio un proceso estratégico orientado a focalizar la compañía en el sector eléctrico, para convertirse en un jugador relevante y diferenciado en Colombia.  
En 2009, la empresa adquirió el 50% de las acciones de la Empresa de Energía del Pacífico (EPSA), una compañía de energía en el Valle del Cauca (Colombia), con participación en los cuatro negocios de la energía y con activos importantes como la centrales hidroeléctrica Calima, Salvajina y Prado. En 2012, inauguró más  plantas hidroeléctricas en Buga -  Valle -  y Donmatías - Antioquia. 
En 2012 hizo un proceso de  rebranding y Colinversiones cambió su nombre a Celsia S.A., una nueva marca con la cual la empresa busca posicionarse en el sector eléctrico, con crecimiento, sostenibilidad y cercanía.  
En diciembre de 2014, Celsia S.A. adquirió de GDF SUEZ Energía, las sociedades Altenergy, Bontex, Cativá, propietarias de activos de generación hídrica, el 51% de Bahía Las Minas (Panamá), propietaria de un activo térmico, y el 61.1% de Enerwinds (Costa Rica), dueña de un parque eólico, por $840 millones. 
En 2017, Celsia pone en operación la primera granja solar a gran escala del país, en Yumbo – Valle del Cauca, con una capacidad de 9,8 MW.
En 2019, Celsia incrementó en un 11,3% su participación accionaria en la Empresa de Energía del Pacífico (Colombia), alcanzando un total de participación directa e indirecta del 61,3% en dicha compañía. Para obtener los recursos necesarios para esa operación, Celsia efectuó la primera oferta pública de acciones en Colombia en tres años, emitiendo 330 millones de acciones, con una demanda que superó los US$700 millones.
Ese mismo año, adquirió los activos de distribución y el negocio de comercialización de energía eléctrica de Enertolima que operaba en el Tolima, duplicando la cobertura de su negocio de distribución en Colombia al sumar un nuevo departamento y 491 mil usuarios, por una valor de 1,68 billones de pesos.
En mayo de 2019, la compañía se asoció con Siemens AG para mejorar el rendimiento de dos plantas térmicas de ciclo combinado de su propiedad (Zona franca Celsia) en Barranquilla, Colombia y ese mismo año vendió el 100% de las acciones de este activo a Prime Energía Colombia S.A.S. y Prime Colombia Barranquilla S.A.S., subsidiarias de la compañía estadounidense EnfraGen, LLC, una filial de Glenfarne Group, LLC.
En mayo de 2023, Celsia vendió activos hidroeléctricos, solares y eólicos en Panamá y Costa Rica a EnfraGen, una empresa estadounidense, por US$194 millones, dirigiendo los ingresos para expandir su sector de energía renovable e incrementar la capacidad instalada para el año 2026.
En agosto de 2023, ingresó al mercado peruano adquiriendo el proyecto del parque eólico Caravelí de 218 megavatios de Ibereolica Renovables, el cual se estima que tendrá un valor total de US$240 millones. En 2024 adquirió la Central hidroeléctrica Manta, la cual está en operación desde el 2020.
En octubre de 2023, la compañía, en alianza con Cubico Sustainable Investments, lanzó nuevos proyectos solares que suman un total de 200 MW en Colombia, ampliando su plataforma solar operativa a 300 MW.
En 2024, Celsia cumplió 5 años como operador del servicio de energía en el Tolima. 

## Operaciones
La compañía opera 19 plantas hidroeléctricas, 2 plantas térmicas y 20 granjas solares en Colombia. En Centroamérica la compañía opera 1 termoeléctrica y una granja solar. En amabas regiones tiene más de 800 proyectos de techos y pisos solares en empresas y hogares. Esto suma una capacidad instalada de 2.066 MW.
Hasta 2023, emplea a más de 2,200 personas, con las mujeres representando el 33% de su fuerza laboral, y presta servicios a 1,3 millón de clientes. En 2021, Celsia se asoció con la Agencia de los Estados Unidos para el Desarrollo Internacional para promover la participación de las mujeres en el sector energético de Colombia.
Además, el proceso de su cultura corporativa hace parte del Harvard Business Publishing, repositorio de casos de negocios más importante del mundo, con el documento “Celsia, cultura y estrategia naranja”, que relata la experiencia de transformación empresarial que ha vivido esta compañía en los últimos años.

## Proyectos solares y de transmisión
En 2015, el Gobierno nacional le adjudica a la compañía el desarrollo y puesta en operación de siete proyectos de mejoramiento de red eléctrica en la costa Caribe de Colombia, los cuales se culminaron en 2019. El paquete de obras de infraestructura eléctrica requirió inversiones de la organización cercanas a los $480 mil millones, y constó de:  cinco subestaciones de última tecnología, el mejoramiento de otras 10, y 56,5 kilómetros nuevos de redes de transmisión de energía.
En septiembre de 2017, Celsia SA puso en marcha la primera planta solar fotovoltaica (PV) de Colombia:  Celsia Solar Yumbo de 9.8 MW ubicada  Valle del Cauca, la cual consta de 35,000 paneles solares distribuidos en 18 hectáreas.
En noviembre de 2018, Celsia S.A. completó el Parque Fotovoltaico Celsia Solar Bolívar de 8.06 MW en el departamento de Bolívar, contribuyendo a que la generación total de energía solar en Colombia alcanzara los 27 MW. En febrero de 2020, instaló 4 MW de matrices fotovoltaicas (PV) en los techos de instalaciones manufactureras en el parque industrial Zip Bufalo en Villanueva, Honduras.
En junio de 2021, aseguró un proyecto de $55 millones de la Unidad de Planificación Minero Energética del Ministerio de Minas y Energía para una nueva subestación eléctrica del Pacífico de 230 kV y líneas de transmisión asociadas cerca de Buenaventura. En octubre de 2021, Celsia aseguró contratos para generar 225 gigavatios-hora anuales a través del proyecto Celsia Solar Escobal 6 de 99 megavatios en Tolima.
En 2023, con la inauguración de la granja Celsia Solar Palmira 1 de 19,9 MW en el Valle del Cauca, la compañía anunció que superó los 300 MW de energía fotovoltaica en Colombia en conjunto con el aliado Cubico Sustainable Investments, con 19 granjas solares a gran escala, es decir mayores a 8 MW.
En 2024 puso en operación el proyecto Toluviejo, que conecta al departamento de Sucre por primera vez con el Sistema de Transmisión Nacional (STN), y beneficia a la costa caribe con mejor seguridad y confiabilidad en el servicio.

### Energía Hidráulica
La hídrica es la principal fuente de generación de energía y representa el 70% de la matriz energética de la compañía.
La siguiente es una lista de proyectos operados por Celsia
| Central                           | Ubicación                      | Capacidad instalada |
| --------------------------------- | ------------------------------ | ------------------- |
| Central hidroeléctrica Anchicayá  | Buenaventura (Valle del Cauca) | 429 (MW)            |
| Central hidroeléctrica Salvajina  | Suárez (Cauca)                 | 285 (MW)            |
| Central hidroeléctrica Calima     | Calima (Valle del Cauca)       | 132 (MW)            |
| Central hidroeléctrica Cucuana    | Roncesvalles (Tolima)          | 58 (MW)             |
| Central hidroeléctrica Hidroprado | Prado (Tolima)                 | 51 (MW)             |
| Central hidroeléctrica Alto Tuluá | Tuluá (Valle del Cauca)        | 20 (MW)             |
| Central hidroeléctrica Bajo Tuluá | Buga (Valle del Cauca)         | 20 (MW)             |

### Energía Solar
Desde diciembre de 2017, cuando se inauguró granjas solar en Yumbo, Celsia empezó a construir una serie de granjas solares, resalta el caso de la granja solar La Paila que fue una asociación con Colombina 2023 fue el año donde más se inauguraron granjas solares. Además tiene 2 proyectos en Honduras y uno en Panamá.
La siguiente es una lista de proyectos operados por Celsia en Colombia
| Central                           | Ubicación                     | Capacidad instalada |
| --------------------------------- | ----------------------------- | ------------------- |
| Granjas solares La Victoria 1 y 2 | La Victoria (Valle del Cauca) | 39,9 (MW)           |
| Granjas solares Palmira 1 y 3     | Palmira (Valle del Cauca)     | 29.9 (MW)           |
| Granjas solares Sincé             | Sincé (Sucre)                 | 19.9 (MW)           |
| Granjas solares Flandes           | Flandes (Tolima)              | 19.9 (MW)           |
| Granjas solares Dulima            | Flandes (Tolima)              | 19.9 (MW)           |
| Granjas solares Yuma              | Flandes (Tolima)              | 9.9 (MW)            |
| Granjas solares Lanceros          | Melgar (Tolima)               | 9.9 (MW)            |
| Granjas solares San Felipe        | Armero (Tolima)               | 9.9 (MW)            |
| Granjas solares Espinal           | El Espinal (Tolima)           | 9.9 (MW)            |
| Granjas solares Buga 1            | Buga (Valle del Cauca)        | 9.9 (MW)            |
| Granjas solares Yumbo             | Yumbo (Valle del Cauca)       | 9.9 (MW)            |
| Granjas solares Tuluá             | Tuluá (Valle del Cauca)       | 9.9 (MW)            |
| Granjas solares La Paila          | Zarzal (Valle del Cauca)      | 9.9 (MW)            |
| Granjas solares El Carmelo        | Candelaria (Valle del Cauca)  | 9.9 (MW)            |
| Granjas solares Bolívar           | Santa Rosa de Lima (Bolívar)  | 8.06 (MW)           |

## Composición accionaria
Según el reporte del gobierno corporativo de 2024, la participación se divide de la siguiente manera: 

## Finanzas
En febrero de 2025, Celsia reveló sus resultados financieros consolidados de 2024. En total, registró ingresos de $6,8 billones, lo que representó un aumento de 9,3% frente a 2023. El ebitda consolidado fue de $1,49 billones, y este rubro tuvo una baja de -19,4%; la organización señaló que esto se dio por la disminución de los aportes hídricos, que en su momento fueron compensados por la generación de energía a través de fuentes térmicas.

## Sostenibilidad
Desde 2018, Celsia ha reducido las emisiones de gases de efecto invernadero en un 76% mediante el aumento del uso de energía renovable y mejoras operativas. La compañía redujo el uso de combustibles fósiles para la generación de electricidad, mejorando la eficiencia operativa.
Asimismo, Celsia lanzó ReverdeC, un programa para restaurar cuencas hidrográficas, plantando millones de árboles nativos para la sostenibilidad ambiental. A la fecha van más de 18 millones de árboles sembrados en Colombia.
Estos esfuerzos llevaron a que Celsia alcanzara la neutralidad de carbono en 2022, certificada por Icontec y recertificada en 2023.

## Bonos verdes
En diciembre de 2021, Celsia emitió un bono verde por valor de 140 mil millones de pesos (USD 35 millones) para financiar proyectos solares. En julio de 2018, la filial de Celsia, Epsa, emitió un bono verde por valor de COP 420 mil millones (USD 129.2 millones), siendo el primer bono verde del sector real en Colombia